# عيش أباد (نغار بردسير)
عيش أباد (بالفارسية: عیش‌آباد) هي قرية تقع في إيران في البلدة المركزية.